# Ulugh Beg

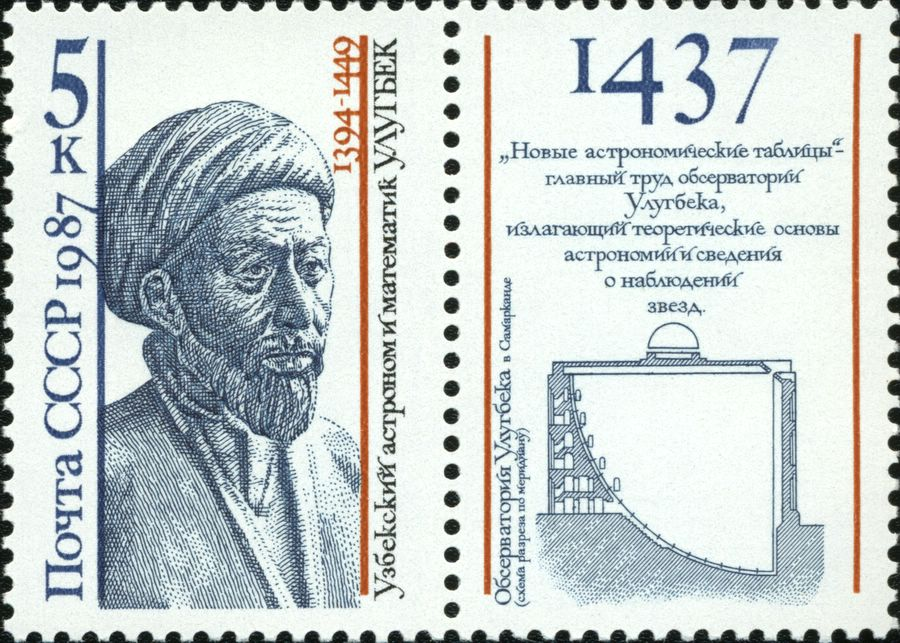
Ulugh Beg und sein Observatorium auf einer sowjetischen Briefmarke von 1987

Ulugh Beg (persisch: میرزا محمد طارق بن شاه رخ الغ‌بیگ Mīrzā Muhammad Tāriq ibn Schāh-Ruch Ulugh-Begمیرزا محمد طارق بن شاه رخ الغ‌بیگ Mīrzā Muhammad Tāriq ibn Schāh-Ruch Ulugh-Beg; * 22. März 1394 in Soltanije, Iran; † 27. Oktober 1449 in Samarkand; andere Schreibweisen Uluğ Bey, Ulugh Bek, Uluġ Beg) war ein Timuriden-Fürst in Samarkand. Er ist bekannt als Astronom und als Verteidiger der Wissenschaft gegen Religion und Herrschaft. Der Name Ulugh Beg ist eigentlich ein Titel und bedeutet im Allgemeintürkischen Großer Herrscher.

## Leben
Ulugh Beg war ein Sohn Schah-Ruchs und dessen kunstsinniger Frau Gauhar-Schad und damit einer der Enkel des Eroberers Timur Lenk (Tamerlan). Sein Vater setzte sich 1407 in den Nachfolgekämpfen unter den Erben Timurs durch und machte 1409 Herat zu seiner Hauptstadt. Um die ursprüngliche Hauptstadt nicht aufzugeben, wurde der 15-jährige Ulugh Beg als Statthalter in Samarkand eingesetzt, zunächst unter erprobter Vormundschaft. Ulugh Beg waltete weitestgehend selbständig: er stellte seinem Vater zwar Truppen, besuchte ihn aber selten und setzte sogar einen Khan als Nominalherrscher ein. Seine Münzen trugen aber den Namen Schah-Ruchs.

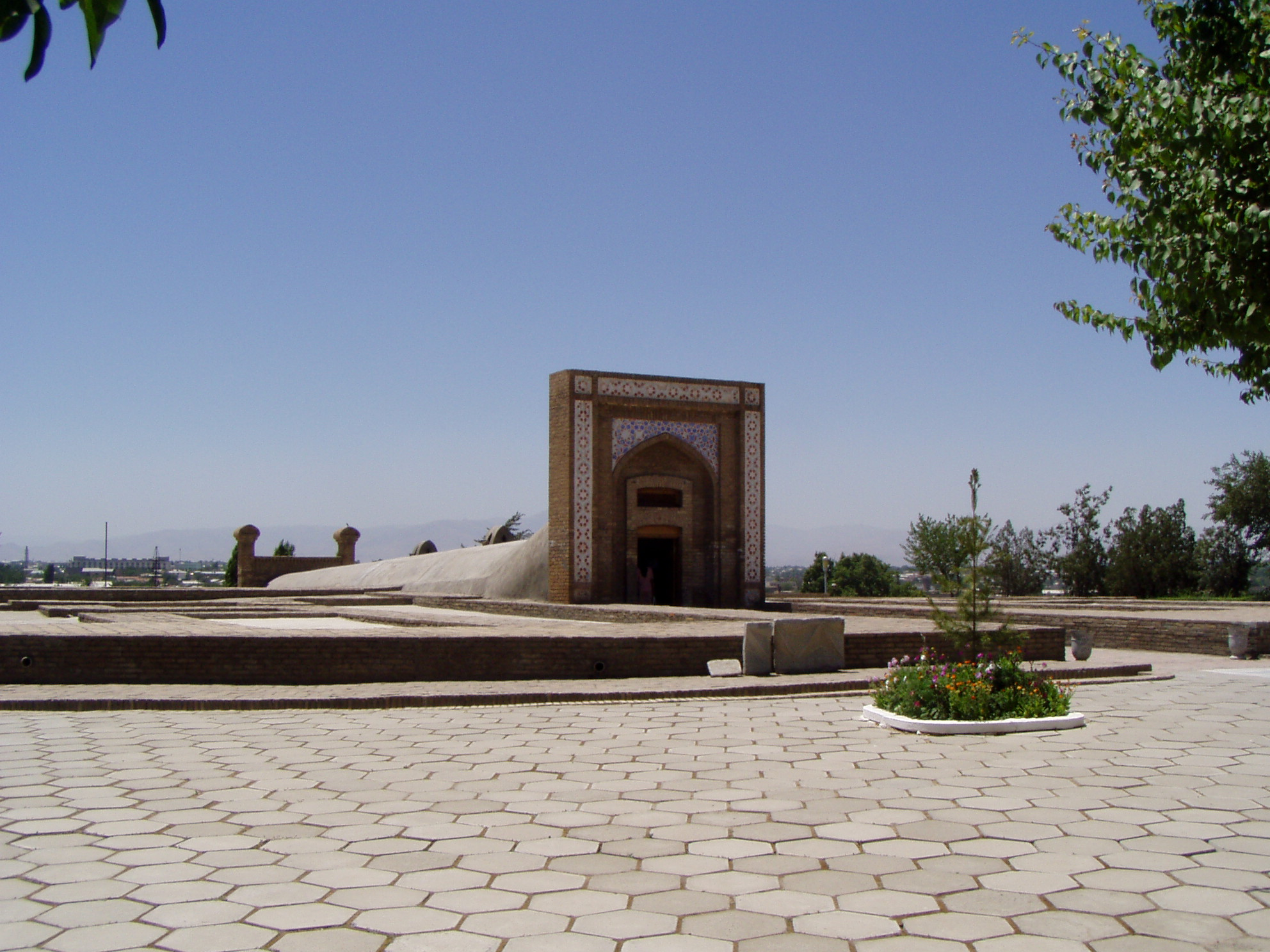
Eingang zum Ulugh-Beg-Observatorium (heute Museum) in Samarkand

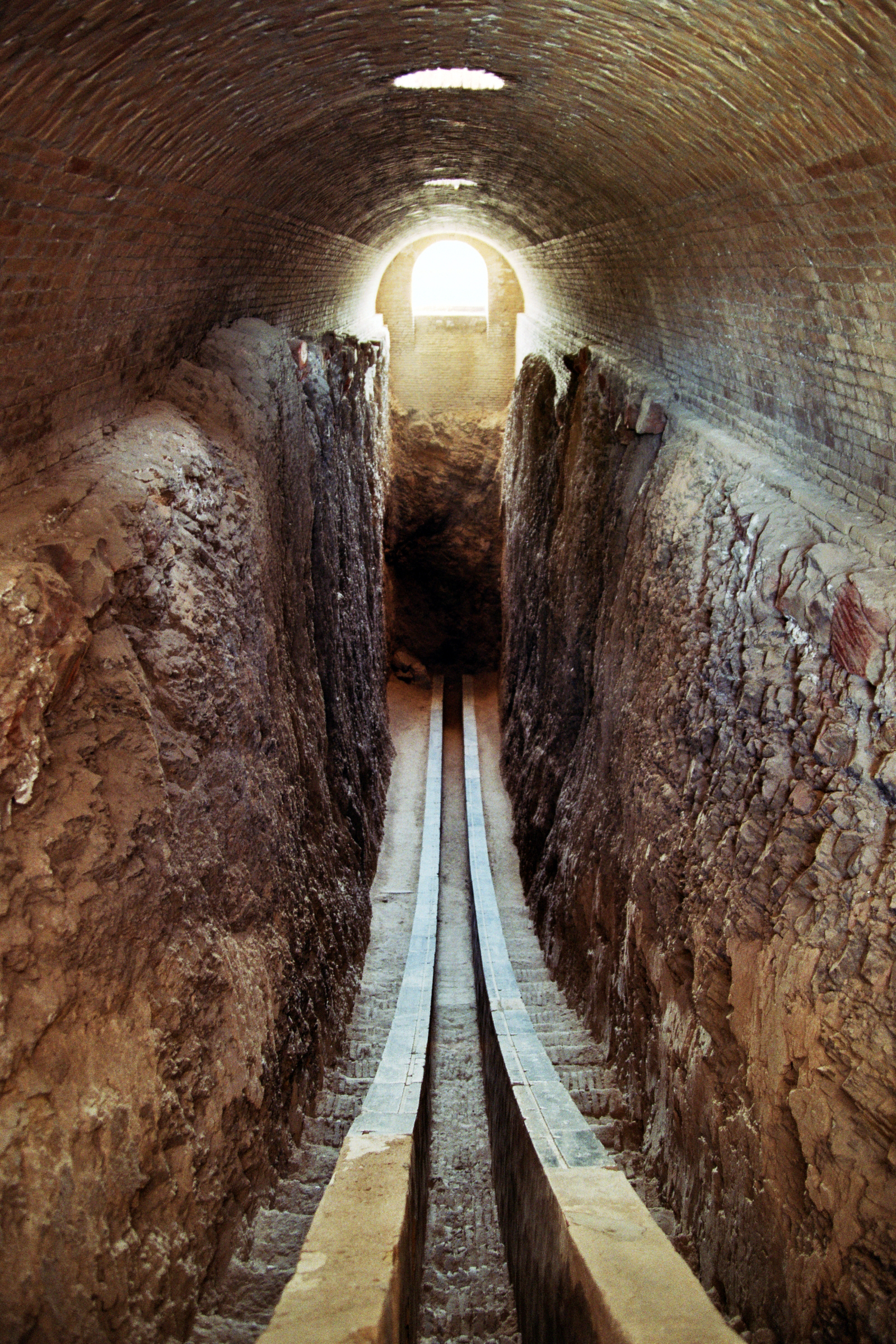
Mauerquadrant im Innern des Observatoriums

Ulugh Beg beschäftigte sich mit Mathematik und Astronomie. Danach kam Kunst, Poesie und das Studium des Korans. 1417/20 gründete er die Ulugh-Beg-Madrasa (höhere Lehranstalt, mit 60 bis 70 Gelehrten) in Samarkand, 1428 das Ulugh Beg-Observatorium. Die Wissenschaftler al-Kaschi, Qadi Zada und Ulugh Beg kalkulierten das siderische Jahr zu 365 Tagen, 6 Stunden, 10 Minuten und 8 Sekunden (mit einem Fehler von 58 Sekunden verglichen mit dem heutigen Wert). Auch die Schiefe der Ekliptik wurde mit 23° 30' 17" (der tatsächliche Wert betrug damals 23° 30' 48") und die Breite von Samarkand mit 39° 37' 33" N (moderner Wert: 39° 40') bestimmt. Außerdem wurden die meisten Exzentrizitäten und Epizykelradien der Planeten neu ermittelt.
Des Weiteren wurde zwischen 1420 und 1437 der Sternenkatalog Zidsch-i-Sultani mit den Positionsangaben von 1018 bzw. 992 Sternen erstellt. Ulugh Beg baute auf der Arbeit von Muhammad ibn Musa al-Chwarizmi (ca. 780–850 Mathematik, Astronomie) und Ptolemäus (ca. 90–160 Astronomie) auf. 1830 ehrte Johann Heinrich von Mädler seine astronomischen Arbeiten durch die Benennung des Ulugh-Beigh-Mondkraters.
Als Herrscher war Ulugh Beg allerdings weniger erfolgreich. Nach dem Tod seines Vaters Schah Ruch 1447 kam er in Schwierigkeiten, denn die Machtübernahme in Herat verlief nicht glatt. Sämtliche Prinzen spielten in unklaren Fronten gegeneinander, das Land wurde geschädigt und der Loyalität seines Sohnes Abd al-Latif konnte er sich auch nicht sicher sein. Zwischen den beiden kam es mehrfach zum Streit. Äußere Feinde nutzten die Unruhe: Die Timuriden verloren das Syr-Darja-Gebiet an den Gründer des Usbeken-Khanats, Abu'l-Chair Khan, der damals bis Samarkand vordrang und Ulugh Begs Truppen am Amu-Darja überfiel.
Die volksnahe Geistlichkeit (Sufis, Derwische) war nicht begeistert, denn Ulugh Beg stellte die Wissenschaft über den Glauben und sicherlich auch über seine Pflichten als Sultan. Dazu kamen zahlreiche ausufernde Feierlichkeiten. Sein Sohn Abd al-Latif (ermordet 1450) ließ ihn auf Anstiftung des Hodschas Ubaidullah Ahrar († 1490), ein Freund der Kleinbauern und Armen, absetzen. Ulugh Beg wurde bei Samarkand besiegt, nachdem die Geistlichkeit offenbar wiederholte Unruhen in der Stadt angestiftet hatte. Er fand keine Zuflucht in Samarkand, ergab sich und wurde auf eine Pilgerreise geschickt, auf der er aber festgenommen und hingerichtet wurde.
Das Observatorium wurde zerstört, doch konnte ein Astronom mit den Sternentafeln entkommen. Das Gelände des Observatoriums wurde 1908 von russischen Archäologen entdeckt und ausgegraben.
Ulugh Beg wird das Zitat zugeschrieben: „Die Religionen zerstreuen sich wie Nebel, die Zarenreiche zerstören sich von selbst, aber die Arbeiten des Gelehrten bleiben für alle Zeiten. Das Streben nach Wissen ist die Pflicht eines jeden!“
1961 wurde der Mondkrater Ulugh Beigh, 1983 der Asteroid (2439) Ulugbek und 2022 der Carcharodontosaurier Ulughbegsaurus nach ihm benannt.